# 中里長門
中里 長門（なかさと ながと、1946年8月30日 - 2011年8月16日）は、日本の政治家。
岩手県陸前高田市長（2期）、陸前高田市議会議員（4期）を歴任した。

## 来歴
岩手県陸前高田市生まれ。奥州大学（現富士大学）経済学部経済学科卒業。大学卒業後、陸前高田民主商工会事務局長を経て、1987年に日本共産党公認で陸前高田市議選に出馬し初当選。以後4期16年、陸前高田市議を務める。
2003年、当時建設費が8億円に上る計画が持ち上がっていたタラソテラピー（海洋療法）施設の建設に反対する超党派の住民運動グループ「陸前高田市政を考える市民の会」に推挙され、陸前高田市長選挙へ無所属で出馬。日本共産党に加え、自由民主党系会派「爽風会」の支援を受け、全国でも珍しい自共共闘により、5選を目指して出馬した民主党系の菅野俊吾市長を破り、初当選。2007年の市長選でも、元岩手県議の吉田昭彦を破り、再選された。逝去まで共産党の党籍は有していたが、市長選挙には1期目、2期目共に無所属として出馬している。
2010年のチリ地震による津波で損壊した養殖施設の処分費用について、陸前高田市による全額負担を提案した。
2011年の陸前高田市長選には出馬せず、引退。市長選には、中里の下で副市長を務めた戸羽太が民主党の推薦を受けた菅原一敏を破り当選している。
2011年8月16日、胆管癌のため陸前高田市の自宅で死去。64歳没。